# Inter Club de Brazzaville
Maillots
Actualités
L'Inter Club de Brazzaville est un club omnisports congolais basé à Brazzaville. Ses couleurs sont le rouge et le jaune. Ce club est défini au Congo comme un club militaire. Il possède notamment des sections de football et de handball.

## Histoire
Le club est fondé en 1969 sous l'impulsion de Joachim Yhombi-Opango, qui est alors l'un des officiers supérieurs des Forces armées congolaises.

## Palmarès

### Section football
- Championnat du Congo : (2)
  - Champion :  1988, 1990
  - Vice-champion : 1994

- Coupe du Congo : (3)
  - Vainqueur : 1978, 1985, 1987
  - Finaliste : 1994, 1995

### Section handball masculin
- Championnat du Congo
  - Vainqueur : 1976[pas clair], 1977, 1978, 1979, 1980, 1981[pas clair], 1982, 1983, 1984, 1985[3], 1986, 1987, 2001, 2015
- Coupe d'Afrique des clubs champions
  - Vainqueur : 1984
  - Finaliste : 1982, 1983, 1986

### Section handball féminin
- Championnat du Congo
  - Vainqueur (5) : 1997, 2003, 2004, 2008, 2013
- Ligue des champions d'Afrique
  - Finaliste : 2004, 2010
- Coupe d'Afrique des vainqueurs de coupe
  - Vainqueur : 2007
  - Finaliste : 1995, 2002, 2005, 2006, 2013